# Suwallia lineosa
Suwallia lineosa är en bäcksländeart som först beskrevs av Banks 1918.  Suwallia lineosa ingår i släktet Suwallia och familjen blekbäcksländor. Inga underarter finns listade i Catalogue of Life.